# لقاح الإنفلونزا الموهن الحي
لقاح الإنفلونزا الموهن الحي، هو نوع من لقاحات الإنفلونزا التي تعطى عن طريق بخاخ أنفي والموصى بها للوقاية من الإنفلونزا. توقف مركز السيطرة على الأمراض والوقاية منها في يونيو عام 2016 عن التوصية باستخدام لقاح الإنفلونزا الموهن الحي؛ إذ بدا أن فعاليته انخفضت بين عامي 2013 و 2016، ولكن عادت هذه التوصية من جديد في فبراير عام 2018 بسبب انتشار الإنفلونزا في الأعوام  2018- 2019.
يكون اللقاح في هذه الحالة حيًا موهنًا على عكس معظم لقاحات الإنفلونزا  التي تكون عبارة عن لقاحات مقتولة. يُعطى لقاح الإنفلونزا الموهن الحي عن طريق الأنف، بينما تُعطى اللقاحات المقتولة عن طريق الحقن العضلي. يُباع لقاح الإنفلونزا الموهن الحي تحت الاسم التجاري فلو ميست FluMist في الولايات المتحدة وكندا  وفلوينز تيترا Fluenz Tetra في أوروبا. صنعت شركة ميدلميون لقاح فلو ميست وطرحته للسوق لأول مرة في عام 2003.

## الاستخدامات الطبية
أوصى مركز السيطرة على الأمراض والوقاية منها في عام 2016 بعدم استخدام لقاح الإنفلونزا الموهن الحي في موسم الإنفلونزا لعام 2016-2017، وأوصى -بدلًا عن ذلك- باستخدام نوع آخر من لقاحات الإنفلونزا. جاءت هذه التوصية بسبب ضعف فعالية هذا النوع من اللقاحات بين عامي 2013 و2016؛ إذ كان اللقاح غير فعال خلال موسم 2015- 2016. توصلت مراجعة 2012 إلى أن لقاح الإنفلونزا الموهن الحي يمنع الإصابة بالإنفلونزا لدى نحو واحد من كل ستة أطفال دون سن السادسة. كان يعتقد أنه يتفوق على اللقاحات العضلية في الوقاية من الإنفلونزا التي تصيب الأطفال الصغار بنسبة تقدر بنحو 50%. كان الدليل غير واضح في الدراسات التي تقل عن سنتين، وبقي سبب انخفاض الفعالية غير معروف.
ومع ذلك، أعادت اللجنة الاستشارية لممارسات مكافحة الأمراض والوقاية منها في فبراير عام 2018 التوصية باستخدام لقاح الإنفلونزا الموهن الحي للوقاية في موسم الإنفلونزا 2018- 2019. لم تعد لقاحات الإنفلونزا المقتولة مفضلة لدى اللجنة الاستشارية لممارسات مكافحة الأمراض والوقاية منها بعد ذلك.

### موانع الاستخدام
يمنع استخدام لقاح الإنفلونزا الموهن الحي في المجموعات السكانية التالية:
- الأطفال أقل من 24 شهرًا بسبب ارتفاع خطرهم معاناتهم من الأزيز.[10]
- الأفراد الذين عانوا في السابق من فرط الحساسية أثناء تطعيم سابق ضد الإنفلونزا.[10]
- الأفراد الذين يعانون من فرط الحساسية وخاصةً من البيض أو بروتينات البيض أو الجنتاميسين أو الجيلاتين أو الأرجينين أو إلى أي مكون آخر في تركيبة اللقاح.[10]
- الأشخاص الذين يعانون من حالة طبية تعرضهم لمضاعفات إنفلونزا خطيرة، بما في ذلك المصابين بأمراض القلب أو الرئة المزمنة  مثل الربو أو داء مجرى الهواء الارتكاسي.[11]
- الأشخاص الذين يعانون من السكري أو الفشل الكلوي أو المصابين بأمراض تضعف جهاز المناعة أو الذين يتناولون أدوية تضعف جهاز المناعة.[11]
- الأطفال الذين تقل أعمارهم عن 5 سنوات ويعانون من الأزيز المتكرر.[11]
- اليافعون والأطفال المعالجون بالأسبرين.[11]
- الأشخاص الذين عانوا سابقًا من متلازمة غيلان باري؛ وهو اضطراب نادر يصيب الجهاز العصبي.[11]
- النساء الحوامل.[11]
- الأشخاص الذين يعانون من الحساسية تجاه بيض الدجاج أو أي مكون من مكونات بخاخ الأنف.[11]

## الإنتاج
يعتمد اللقاح الموهن المباشر على سلالة من الإنفلونزا لا تسبب المرض، وتتكاثر بشكل جيد في درجات حرارة باردة نسبيًا (تتطلب الحضانة الحفظ بدرجة حرارة تقدر بنحو 25 درجة مئوية)، بينما تتكاثر بشكل سيئ في درجة حرارة الجسم (مما يقلل من المخاطر التي يتعرض لها البشر). تجمَع الجينات التي ترمز البروتينات السطحية (المستضدات المستهدفة) مع هذا المضيف باستخدام تقنية إعادة التجميع الوراثي من سلالات يُتوقع أنها ستنتشر على نطاق واسع في الأشهر القادمة. تتلو ذلك عملية احتضان الفيروسات الناتجة في بيض الدجاج والخلايا الكلوية لصغار الدجاج. تلجأ الشركات المصنعة إلى تصفية الفيروس باستخدام أجهزة الطرد المركزي ومدروج السكروز لصنع النسخة المبردة  من اللقاح، ثم تُحفظ اللقاحات بوسط يحتوي على السكروز والفوسفات والغلوتامات والأرجينين والجيلاتين المصنوع من الخنازير والذي خضع للتحلل المائي باستخدام الأحماض.

## المخاطر
على الرغم من أن الفيروس في لقاح الإنفلونزا الموهن الحي مخفف (منخفض في الفوعة)، لكنه لا يزال فيروس حي؛ إذ قد يتسبب في الإصابة بالمرض مع حدوث مضاعفات مرتبطة بذلك في الأشخاص الذين يعانون من ضعف في أجهزة المناعة أو من حالات طبية أخرى كامنة. يوصى باستخدام لقاح الإنفلونزا الموهن الحي اعتبارًا من عام 2010 للأشخاص الذين تتراوح أعمارهم بين 2 و49 عام فقط، ولا يوصى به للأشخاص الذين يعانون من ضعف الجهاز المناعي أو النساء الحوامل أو الأشخاص الذين يعانون من أمراض مزمنة معينة. في المقابل، لا تحتوي لقاحات الفيروسات المقتولة على فيروس حي، ولا يمكن أن تسبب إنتان حقيقي. قد يطرح الأشخاص الذين يتلقون لقاح الإنفلونزا الموهن الحي  كميات صغيرة من فيروس اللقاح خلال الأسبوع الأول، ولكن لا يعتبر الأشخاص القريبون والمحيطون بالشخص الذي تلقى اللقاح معرضين للخطر إلا إذا كانت أجهزتهم المناعية ضعيفة للغاية (على سبيل المثال: من أجرى عملية زرع نقي عظم). قد يخضع اللقاح لإعادة التركيب مع سلالات إنفلونزا أخرى (لقاحات برية أو حية).

## المحيط والثقافة
تعتبر شركة ميدل ميون إحدى الشركات المصنعة  للقاح الإنفلونزا الموهن الحي الذي يُباع تحت الاسم التجاري «فاوميست- FluMist» في الولايات المتحدة و«فلوينز تيترا- Fluenz Tetra» في أوروبا. كان فلو ميست في موسم الأنفلونزا 2010- 2011 هو لقاح الإنفلونزا الموهن الحي الوحيد المعتمد من قبل إدارة الغذاء والدواء للاستخدام في الولايات المتحدة الأمريكية. كانت جميع اللقاحات الأخرى التي وافقت عليها إدارة الأغذية والدواء عبارة عن لقاحات لفيروسات مقتولة. جاءت الموافقة على لقاح الإنفلونزا الموهن الحي الذي يُعطى عن طريق البخاخ الأنفي لفيروس أنفلونزا الخنازير H1N1 الجديد في سبتمبر عام 2009، بينما وافقت وكالة الأدوية الأوروبية على استخدام لقاح الأنف الموسمي في الاتحاد الأوروبي في عام 2011، ولكن لم يبدأ التوزيع حتى عام 2012 .
اعتبارًا من عام 2007، كانت الشركة الوحيدة الأخرى التي تمتلك حقوق لقاح الإنفلونزا الموهن الحي  هي شركة بيودايم الأسترالية. أعطت بيودايم حقوق إنتاج اللقاح في الصين لشركة تشانغتشون بي سي إتش تي للتكنولوجيا الحيوية لتمتلك بذلك حق إنتاج اللقاح في الصين بترخيص من منظمة الصحة العالمية. خططت بي سي إتش تي لتسويق لقاح الإنفلونزا الموهن الحي ثلاثي التكافؤ لإنفلونزا الخنازير H1N1 بحلول نهاية عام 2016. ويعد لقاح بي سي إتش تي أحد اللقاحات المرشحة للحصول على التأهيل المسبق من منظمة الصحة العالمية في المستقبل القريب؛ وهو ما يعكس تحول أولويات السوق الصينية من السوق المحلية الكبيرة إلى التصدير. قامت بيودايم كذلك بالترخيص لمعهد سيروم في الهند الذي يحمل تراخيص حصرية للإنتاج في المكسيك والأرجنتين والبيرو وجنوب إفريقيا وبنغلاديش والبوتان والنيبال والباكستان وسريلانكا والمكتب الصيدلاني الحكومي في تايلاندا. كان هذا اللقاح حتى عام 2007 القاح الوحيد الموهن الحي للإنفلونزا المتوفر خارج أوروبا. جاءت الموافقة على لقاح الفيروس الموهن الحي الجديد لإنفلونزا الخنازير في سبتمبر عام 2009. وافقت وكالة الأدوية الأوروبية في عام 2011 على اللقاح ليستخدم في الاتحاد الأوروبي تحت اسم «فلوينز- Fluenz».